# Znak evropske dediščine
Znak evropske dediščine je priznanje, ki ga Evropska unija podeljuje objektom ali območjem, dokumentom, muzejem, arhivom, spomenikom ali dogodkom, ki so mejniki v ustvarjanju današnje združene Evrope in so zgled evropskega povezovanja ali evropskih vrednot. Program izbora in usklajevanje vodi Evropska komisija. V vsaki državi članici so ji v pomoč nacionalni koordinatorji. 

## Zgodovina

### Medvladna pobuda
Prvotni Znak evropske dediščine se je začel uveljavljati kot medvladna pobuda med zgolj 17 posameznimi državami članicami EU na srečanju v Granadi v Španiji 28. aprila 2006. Motivi za oblikovanje pobude so bili referendumi leta 2005 v Franciji in na Nizozemskem, zaradi katerih obe državi nista ratificirali skupne ustave za Evropo. Glavni cilj pobude je bil ugotoviti in določiti območja, ki so imela ključno vlogo pri oblikovanju združene Evrope in jih videti in razumeti z evropskega in ne nacionalnega stališča.
Medvladna pobuda je povezala države članice EU in posamezne države nečlanice, kot je Švica. Organizacije za ohranjanje dediščine sodelujočih držav so znak podelile območjem s čezmejnim ali vseevropskim značajem. Države so izbrale lastne kulturne dobrine, bodisi fizične kraje ali bolj abstraktne tradicije, kar pomeni, da so se merila za oznako razlikovala glede na državo. Do leta 2010 je bil medvladni znak podeljen 64 lokacijam v 18 različnih sodelujočih državah.

### Preoblikovanje v pobudi
Svet EU je 20. novembra 2008 sprejel sklepe, namenjene preoblikovanju medvladne pobude v povezano akcijo vse Unije in sicer tako, da je Komisijo pozval, naj ji predloži predlog za ustanovitev znaka evropske dediščine s strani Unije in določi praktične postopke za izvajanje projekta. Opravljene so bile javne predstavitve in ocene učinka, ki so potrdile nedvomno dodano vrednost sodelovanja EU. Leta 2010 je Evropska komisija objavila načrte za celotno EU shemo, znano kot European heritage label ali Znak evropske dediščine, ki je bila uradno ustanovljena 16. novembra 2011.

## Znak evropske dediščine leta 2013
V skladu z novo, barvito oznako so bila leta 2013 določena prva štiri območja, leta 2014 pa so dodelili še šestnajst oznak.
Mesta, ki kandidirajo za znak, morajo imeti simbolično evropsko vrednost in so morala igrati pomembno vlogo v zgodovini in kulturi Evrope in / ali pri gradnji Unije. Zato morajo dokazati eno ali več od naslednjega:
1. njihova čezmejna ali vseevropska narava: kako njihov pretekli in sedanji vpliv in privlačnost presegata državne meje države članice;
2. njihovo mesto in vlogo v evropski zgodovini in evropskih integracijah ter njihove povezave s ključnimi evropskimi dogodki, osebnostmi ali gibanji;
3. njihovo mesto in vlogo pri razvoju in spodbujanju skupnih vrednot, na katerih temelji evropska integracija.[4]

V fazi predhodne izbire lahko države EU vsaki dve leti izberejo do dve lokaciji, nato pa v fazi izbire skupina 13 neodvisnih strokovnjakov izbere in spremlja lokacije. Odbor preučuje prijave in priporoča Evropski komisiji, katerim lokacijam je treba dodeliti oznako na podlagi določenih meril. Mesta kandidatke morajo predložiti tudi delovni načrt.

## Sodelujoče države
V programu sodelujejo naslednje države: Avstrija, Belgija, Bolgarija, Hrvaška, Ciper*, Češka, Danska, Estonija, Francija, Nemčija, Grčija, Madžarska, Italija, Latvija, Litva, Luksemburg, Malta, Nizozemska, Poljska, Portugalska, Romunija, Slovaška, Slovenija, Španija.

## Izbrane lokacije
Objekti, ki trenutno imajo oznako, so:

### Avstrija
- Arheološki park Carnuntum
- Cesarska palača Hofburg, Dunaj
- Naselje hiš v Evropi - Werkbundsiedlung Dunaj

### Belgija
- Mundaneum, Mons
- Rudnik Bois du Cazier, Charleroi

### Hrvaška
- Najdišče neandertalcev Krapina, Hušnjakovo brdo, Krapina

### Češka
- Olom(o)uški grad in nadškofijski muzej, Olomuc
- Grad Kynžvart – prostor diplomatskih srečanj
- Stanovanjsko naselje v Evropi - Osada Baba (Praga), Nový dům (Brno)

### Estonija
- Velika cehovska dvorana, Talin
- Zgodovinski ansambel Univerze v Tartuju, Tartu

### Francija
- Nekdanji samostan, Opatija Cluny
- Hiša Roberta Schumana, Scy-Chazelles
- Evropsko okrožje, Strasbourg
- Nekdanje koncentracijsko taborišče Natzweiler-Struthof (skupaj z Nemčijo)
- Spomenik Le Chambon-sur-Lignon

### Nemčija
- Grad Hambach
- Münster in Osnabrück - mesti vestfalskega miru
- Leipziška prizorišča glasbene dediščine
- Naselje hiš v Evropi - Weissenhof (Stuttgart)

### Grčija
- Atenska akropola

### Madžarska
- Glasbena akademija Franz Liszt, Budimpešta
- Panevropski spominski park za piknike, Šopron
- Velika sinagoga, Budimpešta
- Živa dediščina, Szentendre

### Italija
- Muzej, Spominska hiša Alcida de Gasperija, Pieve Tesino
- Trdnjava Cadine, Trento
- Arheološko območje Ostia Antica

### Latvija
- Trije bratje, Riga[10]

### Litva
- Kaunas, arhitektura modernizma 1919-1940

### Luksemburg
- vas Schengen, rojstni kraj schengenskega sporazuma

### Nizozemska
- Taborišče Westerbork
- Palača miru, Haag
- Maastrichtska pogodba
- Kolonija Benevolence

### Poljska
- Ladjedelnica Gdańsk
- Ustava z dne 3. maja 1791, Varšava
- Lublinska zveza
- Pokopališče vzhodne fronte 1. svetovne vojne št. 123, Pustki
- Spominsko območje v Łambinowice
- Naselje hiš v Evropi - WUWA (Wrocław)

### Portugalska
- Listina zakona o odpravi smrtne kazni (1867), Lizbona
- Splošna knjižnica Univerze v Coimbri
- Rt Sagres
- Podvodna kulturna dediščina Azorov

### Romunija
- Sighetov spomenik

### Slovenija
- Slovenska vojna partizanska bolnica Franja, Dolenji Novaki
- Cerkev sv. Duha na Javorci, Zatolmin
- Zdravljica

### Španija
- Arhiv Aragonske krone, Barcelona
- Residencia de Estudiantes, Madrid

## Logotip
Logotip novega znaka evropske dediščine je bil izbran po natečaju leta 2012. Sestavlja ga bela petokraka zvezda, ki povezuje pet barvnih polj.
Sam znak je podeljen kot velika plaketa z napisom v nacionalnem jeziku in angleščini ter majhna ploščica z logotipom. Vse velike plošče vsebujejo skupen element: »Nahaja se na seznamu Evropske dediščine Evropske unije zaradi pomembne vloge, ki jo je imela v zgodovini in kulturi Evrope«.